# IJslandse parlementsverkiezingen 2003
De parlementsverkiezingen van IJsland werden op 10 mei 2003 gehouden. De Onafhankelijkheidspartij bleef de grootste in het parlement en won 22 van de 63 zetels.

## Zetelverdeling[1]
| Partij                                                         | Partijleider                 | Stemmen | %             | Zetels  |
| -------------------------------------------------------------- | ---------------------------- | ------- | ------------- | ------- |
| Onafhankelijkheidspartij (Sjálfstæðisflokkurinn)               | Davíð Oddsson                | 61.701  | 33,68 (-7%)   | 22 (-4) |
| Sociaaldemocratische Alliantie (Samfylkingin)                  | Össur Skarphéðinsson         | 56.700  | 30.9 (+4,2%)  | 20 (+3) |
| Progressieve Partij (Framsóknarflokkurinn)                     | Halldór Ásgrímsson           | 32.484  | 17,73 (-0,7%) | 12 (-)  |
| Links-Groen (Vinstrihreyfingin - grænt framboð)                | Steingrímur J. Sigfússon     | 16.129  | 8,81 (-0,3%)  | 5 (-1)  |
| Liberale Partij (Frjálslyndi flokkurinn)                       | Guðjón Arnar Kristjánsson    | 13.523  | 7,38 (+3,2%)  | 4 (+2)  |
| Nieuwe Kracht (IJsland) (Nýtt afl)                             | Guðmundur Garðar Þórarinsson | 1.791   | 0,98 (-)      | 0 (-)   |
| Onafhankelijken vanuit kieskring Zuid (Óháðir í Suðurkjördæmi) | Kristján Pálsson             | 844     | 0,46 (-)      | 0 (-)   |
|                                                                | Totaal                       | 183.172 | 100           | 63      |

## Opkomst en geldige stemmen[1]
|                   | 2003             |
| ----------------- | ---------------- |
| Kiesgerechtigde   | 211.304          |
| Opkomst           | 185.392 (87,84%) |
| Niet verschenen   | 25.912 (12,26%)  |
| Geldige stemmen   | 183.172          |
| Ongeldige stemmen | 347              |
| Blanco stemmen    | 1.873            |